# Гельмут Фрайтаґ
Гельмут Е. Фрайтаґ (нім. Helmut E. Freitag; 1932) — німецький ботанік і куратор, який працював в Університеті Касселя. Зібрав колекції зразків із Західної та Центральної Азії, особливо з Афганістану, Ірану, Пакистану, Казахстану, Узбекистану; та із Середземномор'я, особливо з Іспанії, Франції.

## Почесні звання

### Епоніми
- ( Apiaceae ) Ласкавець Фрайтаґа(інші мови) Bupleurum freitagii Rech.f.
- ( Айстрові ) Anthemis freitagii Iranshahr(інші мови)[6]
- ( Щирицеві ) Salicornia freitagii Yaprak & Yurdak.(інші мови)
- ( Щирицеві ) Sarcocornia freitagii S.Steffen(інші мови), Mucina & G. Кадерейт
- ( Глухокропивові ) Phlomoides freitagii ( Rech.f. ) Kamelin & Makhm.(інші мови)
- ( Бобові ) Astragalus freitagii I.Deml(інші мови)
- ( Первоцвітові) Dionysia freitagii ( Wendelbo
- ( Трояндові ) Rosa freitagii (J.Zieliński[7]

## Зовнішні посилання
- Bibliografía del autor en ResearchGate